# Jean-François Landriot
Jean-Baptiste François Anne Thomas Landriot est un évêque français, né à Couches près d'Autun en Saône-et-Loire en 1816 et mort à Reims le 8 juin 1874. Ordonné prêtre le 25 mai 1839 au séminaire d'Autun, il devient, après quelques années passées à la cathédrale, successivement supérieur du séminaire en 1842, vicaire-général en 1850, évêque de La Rochelle le 8 avril 1856, et enfin archevêque de Reims le 30 décembre 1866.

## Biographie
Né à Couches-les-Mines, diocèse d'Autun, le 9 janvier 1816, il est orphelin à treize ans et demi. Il est élevé et passe six ans dans le petit séminaire d'Autun, il est l'ami de Jean-Baptiste-François Pitra.
Ordonné prêtre en 1839, M. Landriot passe quelque temps dans la maison des Missions; puis il entre comme vicaire au service de la cathédrale. En 1842, c'est-à-dire à l'âge de 26 ans, l'abbé Landriot attire l'attention de ses supérieurs qui lui confient le soin d'instruire et de former les prêtres. Il est nommé supérieur du petit séminaire d'Autun, et, sous sa direction, tout dans cet établissement reçoit une impulsion féconde. Il ne tarde pas à entrer dans les conseils de son évêque et à prendre part à l'administration du diocèse d'Autun et sur les instances de son évêque, Frédéric-Gabriel-Marie-François de Marguerye, qui l'attache comme grand-vicaire à l'administration diocésaine, Landriot renonce définitivement au projet qu'il avait conçu d'entrer dans l'ordre des Bénédictins.
Ses Recherches historiques sur les écoles littéraires du Christianisme et son Examen critique sur les lettres de l'abbé Gaume sur le paganisme dans l'éducation  marquent immédiatement sa place parmi les écrivains polémistes les plus distingués de l'époque. Sur la question des classiques de l'Antiquité, Landriot refusa de suivre les opinions extrêmes de Jean-Joseph Gaume et de L'Univers,.
En 1854, il publie une traduction d'Eumène, en collaboration avec un de ses confrères, l'abbé Rochet.
Les fonctions importantes qu'il a remplies, le talent de parole dont il a donné des preuves en plusieurs occasions solennelles, notamment dans deux des chaires de Paris ; ses écrits religieux, scientifiques et littéraires, tout vient mettre en lumière l'abbé Landriot et le désigner au Gouvernement français comme un de ces hommes qui sont appelés à rendre d'éminents services à l’Église et à honorer l’épiscopat. Il est chanoine de la cathédrale de cette ville lorsqu'il est nommé à l'évêché de La Rochelle le 7 avril 1856.

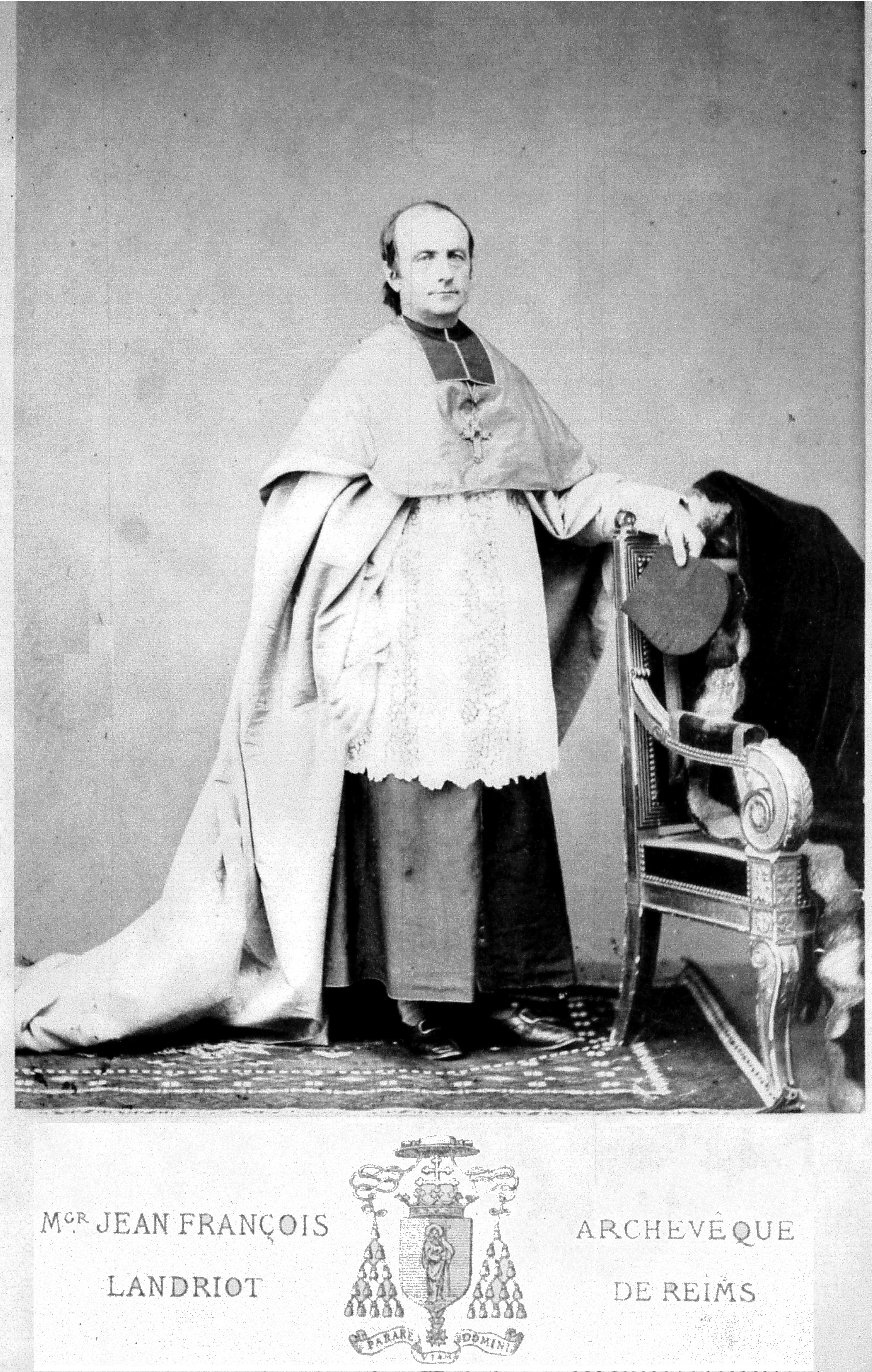
Landriot, archevêque de Reims.

En 1856, il est nommé au siège de La Rochelle, devenu vacant par la promotion de Clément Villecourt au cardinalat. Le 20 juillet de la même année, il est sacré dans la cathédrale d'Autun par le cardinal de Bonald, et le 10 août il arrive à La Rochelle. Au cours de dix années passées à La Rochelle, il restaure la cathédrale, organise la propagation de la Foi et la collecte du denier de Saint-Pierre, et gagne une réputation d'éloquence dans la chaire. Ces qualités oratoires sont remarquées par la cour et par l'illustre assemblée qui se presse autour d'elle dans la chapelle des Tuileries, où Landriot est appelé à prêcher le carême de 1864. Il occupe ce siège dans le diocèse de La Rochelle jusqu'au 30 décembre 1866, date de sa désignation à l'archevêché de Reims, par Napoléon III, au choix du souverain pontife.
Il est intronisé le 8 mai 1867. À Reims, Landriot ne gouverne que peu de temps le diocèse dont les travaux du concile du Vatican et la maladie l'éloignent successivement. Il exerce ses responsabilités pendant la guerre franco-allemande de 1870 et a à intervenir plusieurs fois auprès des autorités prussiennes, notamment après l’exécution de l'abbé Miroy. Lucien Lacroix  montre comment l'influence de Landriot a été en mesure d'atténuer les mesures de rigueur prises par les Allemands victorieux pendant leur occupation de Reims en 1870. Outre la prédication de nombreuses stations de l'Avent et du Carême, il lance une grande souscription en faveur de l'armée pontificale, crée plusieurs établissements d'enseignement, fonde un asile pour les personnes âgées, et confie l'ermitage Saint-Walfroy aux prêtres de la Mission.
En tant que membre du premier concile du Vatican, il juge inopportune la définition de l'infaillibilité pontificale, mais, une fois celle-ci promulguée, il y adhère et écrit à ses diocésains pour les encourager à l'accepter.
Le 8 juin 1874 meurt l’archevêque Landriot, à l’âge de 58 ans. Perte pour l’Église et l’art oratoire français. En lui s’éteint une des plus belles intelligences qui aient honoré l’épiscopat et le siège de Reims.

## Œuvres

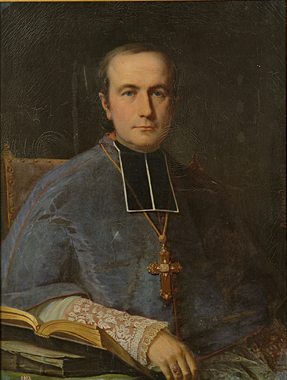
Portrait de Landriot.

Éloquent prédicateur, il fut aussi un écrivain de renom. Outre ses œuvres pastorales recueillies dans les Œuvres de Mgr Landriot (7 vols., Paris, 1864-74), il écrivit un nombre considérable de volumes dont les plus connus sont : le Christ et la tradition, le Symbolisme, la Femme forte, la Femme pieuse, les Béatitudes, la Prière chrétienne, les Conférences aux dames du monde, les Péchés de la langue, Promenade autour de mon jardin.
En 1862, La Femme forte a conquis une grande popularité dans le monde catholique. « Qui trouvera la femme forte ? Cette femme qui sait puiser dans un courage quotidien l'énergie nécessaire pour faire face à toutes les difficultés de sa position, aux ennuis de tous les jours, aux préoccupations de toutes les heures, aux contrariétés incessantes? La femme forte qui résiste aux chocs si nombreux de la vie, aux tristesses de famille, aux froissements d'intérieur, et à toutes ces peines intimes qui, semblables aux légions d'insectes en automne, assiègent continuellement le cœur de la femme; la femme forte, qui préside avec une sagesse imperturbable aux travaux de sa maison, aux détails du ménage, au soin des enfants, à la surveillance des domestiques et à l'ordonnance de cette multitude de petites affaires qui se succèdent aussi rapidement que les nuages du ciel ? Qui trouvera la femme forte, plus forte que le malheur, que les coups de la fortune, que les calomnies, que la malignité humaine, et qui, après le passage de toutes les vagues, demeure comme la colonne en mer pour éclairer et fortifier les pauvres naufragés ? La Religion seule peut former ces femmes vraiment fortes dans toutes les circonstances de la vie, ces femmes vraiment supérieures, qui dominent les accidents, les malheurs de l'existence, les répugnances de la nature, les défauts de caractère, et ces froissements continuels où l'âme est comme broyée au milieu de lourdes meules, ou, ce qui n'est pas moins douloureux, lacérée entre mille coups d'épingle. Une piété profonde et sérieuse pourra seule développer chez les femmes ce tempérament moral qui résiste aux difficultés, et les rendre semblables aux oiseaux pour s'élever au-dessus des nuages et des tempêtes, et mieux accomplir leurs devoirs dans la sérénité d'une paix toute céleste »
À La Femme forte a succédé La Femme pieuse. La première a été inspirée par l'Ancien Testament; la seconde est une émanation de la morale évangélique, pour rattacher à l'idée chrétienne la double mission de la femme dans le monde, comme épouse et comme mère. Dans Les Conférences aux Dames du monde, sur l'humilité et sur les lectures, Landriot développe l'enseignement contenu dans les ouvrages qui précèdent. Il cherche à donner des notions exactes de cette piété. Le Christ de la Tradition renferme la substance des profondes études auxquelles Landriot se livre depuis vingt-cinq ans. Un autre ouvrage qu'a publié Landriot a pour titre Le Symbolisme et veut donner la clé de tout un monde, au moyen du rapprochement, du parallélisme qui s'y trouve établi entre l'ordre physique et l'ordre moral.
L'ensemble de ses œuvres se composent ainsi de :
- Œuvres de Mgr Landriot
- les Conférences aux dames du monde
- les Péchés de la langue
- Promenade autour de mon jardin
- Recherches historiques sur les écoles littéraires du Christianisme (1851)
- Examen critique des lettres de l'abbé Gaume sur le paganisme dans l'éducation (1852)
- Discours pour le 200e anniversaire de la mort de saint Vincent de Paul prononcé à Paris, dans la chapelle des Lazaristes, le 27 septembre 1860 lire en ligne sur Gallica
- La femme forte (1862)
- La femme pieuse (1863)
- La prière chrétienne (1863)
- Le Christ et la tradition (1865)
- Les Béatitudes évangéliques (1865)
- Le Symbolisme (1866)
- L'Eucharistie (1866)
- Discours pour la bénédiction de la chapelle du château du Jeu, le 24 septembre 1866 lire en ligne sur Gallica
- La Sainte Communion (1872)
- L'Autorité et la Liberté (1872)
- L'Esprit chrétien dans l'enseignement (1873)
- Instructions sur l'oraison dominicale (1873)
- L'Esprit Saint (1879)

Tous ont été publiés à Paris.

## Succession apostolique
Jean-François Landriot a ordonné les évêques suivants :
- Cardinal Léon-Benoit-Charles Thomas (1867)

## Distinction

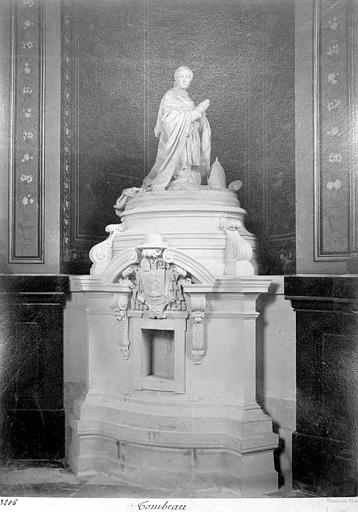
Statue dans la cathédrale de La Rochelle.

- Officier de la Légion d'honneur (12 août 1865)[7].

## Armes
D'azur à un Saint-Jean-Baptiste de carnation vêtu d'argent, portant sur le bras dextre un agneau du même, tenant d la sénestre une croix à l'oriflamme d'argent marqué d'une petite croisette de sable avec les mots Ecce Agnus Dei, et debout sur une terrasse de sinople.